# Церковь Святого Саргиса (Гайкодзор)
Церковь Святого Серги́са (Сергия, Сарки́са; арм. Սուրբ Սարգիս եկեղեցի Сурб Саркис) — храм Армянской апостольской церкви в селе Гай-Кодзор Гайкодзорского района города Анапа, Краснодарский край, Россия.

## История
- 1997 год — закладка первого камня маленькой церкви, установления хачкара, привезенного из Армении и окончание строительства маленькой церкви.
- 2008 год — подготовка участка земли и документации для строительства новой большой церкви.
- 2009 год — начало строительства большой Армянской Апостольской церкви.
- 26 мая 2016 года состоялось освящение армянской церкви Сурб Геворг (Святой Георгий).

## Архитектура
Во дворе церкви располагается хачкар. Каждый год 28 мая отмечается в селе как праздник Хачкара. Церковь построена по всем правилам строительства Армянских Апостольских церквей. Фасад здания маленькой церкви сделан из красного кирпича Фасад новой церкви построен из вулканического туфа, привезённого из Армении.